# John Marshal († 1235)
Sir John Marshal (* vor 1194; † zwischen Februar 1235 und 27. Juni 1235) war ein englischer Adliger und Richter.

## Herkunft und Jugend
John Marshal entstammte einer Nebenlinie der Familie Marshal. Er war ein unehelicher Sohn von John Marshal, Lord of Hampstead Marshal, dem Erben von John Marshal. Seine Mutter war vermutlich Alice de Colleville, die mit einem Grundbesitzer William de Colleville aus Sussex verheiratet war und wegen Ehebruch von ihm geschieden wurde. John wurde von seinem Vater als Sohn anerkannt, so dass er in dessen Haushalt aufwuchs. Sein Vater diente Johann, einem jüngeren Sohn von König Heinrich II, als Seneschall, als dieser Graf von Mortain war. Nach dem Tod seines Vaters 1194, der vielleicht im Kampf für seinen Herrn fiel, lebte John im Haushalt seines Onkels William Marshal, den er 1197 nach Flandern und 1198 in die Normandie begleitete.

## Im Dienst von Johann Ohneland
Während des Französisch-Englischen Kriegs diente John als Castellan von Falaise in der Normandie. Nach der Eroberung des Großteils der Normandie durch Frankreich zog sich John Anfang 1204 nach England zurück. Sein Onkel schickte ihn im April 1204 nach Leinster, wo er als Seneschall die dortigen irischen Besitzungen seines Onkels verwaltete, bis im Februar 1207 William Marshal selbst nach Irland kam. Obwohl sein Onkel 1205 beim König in Ungnade gefallen war und trotz seiner eigenen unehelichen Abstammung verlor John nicht die Gunst des Königs, was er vielleicht den Diensten seines Vaters für Johann verdankte, als dieser noch Graf von Mortain war. Zusammen mit William Marshal kehrte John im Herbst 1207 nach England zurück. Johann Ohneland ernannte ihn zum Marshal of Ireland und übergab ihm verschiedene Ländereien auf der Insel. John blieb weiter am Königshof und nahm 1210 als Knight Banneret am Feldzug des Königs nach Irland teil. Als sein Onkel im Mai 1213 wieder die Gunst des Königs erlangte, wurde John wieder sein Stellvertreter. Er gehörte zum Gefolge des Königs, als dieser im Juni 1215 in Runnymede die Magna Carta bestätigte. Anschließend verwaltete er für den König Somerset, Dorset und Worcestershire, wo sein Onkel umfangreiche Besitzungen hatte, bis ihn der König im September 1215 als Botschafter zu Papst Innozenz III. nach Rom sandte.

## Rolle im Krieg der Barone
Bereits vor Ende des Jahres war John wieder in England, wo er während des offenen Kriegs der Barone am Feldzug des Königs teilnahm, mit dem dieser Ende 1215 und Anfang 1216 weite Teile Nordenglands unterwarf und bis nach Schottland vorstieß. Er gehörte zu den wenigen Gefolgsleuten, die im Oktober 1216 in Newark am Totenbett von König Johann anwesend waren. 
Johns Onkel William Marshal übernahm nach dem Tod von Johann für dessen minderjährigen Sohn Heinrich III. die Regentschaft. William übergab John im März 1217 die Verwaltung des strategisch wichtigen Devizes Castle. Zusammen mit William Longespée, 3. Earl of Salisbury beherrschte John so einen Großteil von Wiltshire. Im Mai 1217 kämpfte er als Knight Banneret unter seinem Onkel in der Schlacht von Lincoln. Vor der Schlacht gehörte er zu den Unterhändlern, die die Truppen der Rebellen und der Franzosen, die Lincoln Castle belagerten, zur Aufgabe überreden wollten. Im Herbst 1217 kämpfte John zusammen mit Philip d’Aubigny in der Seeschlacht vor Sandwich, die den Krieg der Barone endgültig zugunsten des englischen Königs entschied. Während des Bürgerkriegs war der Baron John Fitz Hugh in Marshals Gefangenschaft geraten. Da er das geforderte Lösegeld nicht aufbringen konnte, musste er Grundbesitz bei Cowley und Oxford an Marshal übergeben.

## Späteres Leben
Für seine Dienste wurde John reich belohnt. Von November 1217 bis Februar 1221 hatte er das einträgliche Amt des obersten Forstrichters inne. Von 1217 bis 1218 war er Verwalter der Güter des minderjährigen Baldwin de Redvers, 6. Earl of Devon und der Isle of Wight, und 1218 diente er als Richter in den nördlichen Midlands. Nach dem Tod seines Onkels im Mai 1219 wurde er ein enger Verbündeter seines Cousins William Marshal, 2. Earl of Pembroke. Sowohl im Auftrag des Königs wie auch seines Cousins diente John als Richter in Irland. Von 1223 bis 1224 verwaltete er Ulster. Während des neuen Französisch-Englischen Kriegs sandte ihn der König im Sommer 1225 als Botschafter nach Frankreich. Im Januar 1226 verhandelte er im Auftrag des Königs mit dem päpstlichen Nuntius Otto. Nach dem Tod seines Cousins William 1231 wurde er dessen Testamentsvollstrecker. Er diente als Castellan von Pembroke Castle und als Verwalter der walisischen Besitzungen seines Cousins, bis die Erbfolge seines Cousins Richard Marshal bestätigt worden war. Weder John noch seine Söhne unterstützten Richard jedoch weiter, als er ab 1233 gegen den König rebellierte. Stattdessen lebte John ab 1234 wieder am Königshof. 
John tätigte umfangreiche Stiftungen für Klöster, darunter das nahe seinem Gut von Norton gelegene Luffield Priory und für Walsingham Priory, das nahe seinen Gütern in Norfolk lag. Dazu förderte er wie sein Onkel William Marshal den Templerorden.

## Familie und Nachkommen
1200 hatte John Aline de Ryes († 1267) geheiratet, eine der beiden Töchter von Hubert de Ryes. Nach dem Tod ihres Vaters erbte seine Frau die Baronie Hingham in East Anglia. Er hatte mit ihr mehrere Kinder, darunter 
- John Marshal († 1242), de iure uxoris 7. Earl of Warwick
- William Marshal of Norton († 1265)